# Lamyctes calbucensis
Lamyctes calbucensis är en mångfotingart som beskrevs av Karl Wilhelm Verhoeff 1939. Lamyctes calbucensis ingår i släktet Lamyctes och familjen fåögonkrypare. Inga underarter finns listade i Catalogue of Life.